# Albox (kommunhuvudort)
Albox är en kommunhuvudort i Spanien.   Den ligger i provinsen Provincia de Almería och regionen Andalusien i den sydöstra delen av landet, 400 km söder om huvudstaden Madrid. Albox ligger 420 meter över havet och antalet invånare är 11 178.
Terrängen runt Albox är kuperad åt nordväst, men åt sydost är terrängen platt. Runt Albox är det ganska glesbefolkat, med 27 invånare per kvadratkilometer. Närmaste större samhälle är Huércal-Overa, 18 km öster om Albox. Omgivningarna runt Albox är i huvudsak ett öppet busklandskap.